# Verlag Ille & Riemer
Ille & Riemer GbR ist ein deutschsprachiger Verlag mit Sitz in Leipzig. Er veröffentlicht vorrangig Sach- und Fachbücher zu geistes- und sozialwissenschaftlichen Themen sowie zur mitteldeutschen Region, insbesondere um Leipzig und Weißenfels. Vereinzelt werden auch belletristische Werke publiziert.

## Geschichte
Der Verlag wurde 2001 gegründet und zeigt die Schwerpunkte seiner Publikationstätigkeit durch die beiden Programmlinien ilri Bibliothek Mitteldeutschland und ilri Bibliothek Wissenschaft. Die ursprünglich angedachte Reihe Sammlung Ille & Riemer mit wiederentdeckten Literaturwerken wurde nach einer vernichtenden Kritik in der FAZ bereits nach Band 1 wieder aufgegeben.
Seit 2015 publiziert der Verlag zunehmend Titel zum Werk von Kurt Tucholsky, angestoßen durch die Kooperation mit der Kurt Tucholsky-Gesellschaft, deren Schriftenreihe seit 2016 bei Ille & Riemer erscheint. Außerdem erscheint beim Verlag die Reihe Schriften des Umblätterers des Online-Magazins Der Umblätterer. Außerhalb des Publikationsschwerpunktes publiziert der Verlag Ille & Riemer seit 2020 die Kinderbuchreihe Ralli Rabe, die 2021 den dritten Platz beim Deutschen Lesepreis erreichte.

Besondere Aufmerksamkeit erhielt das Werk "Der mit seinem Jugoslawien" des Handke-Experten Lothar Struck, als Henrik Petersen, Mitglied des Nobelpreiskomitees mit Verweis auf dieses Werk die Literatur-Nobelpreis-Vergabe an Peter Handke verteidigte:
»Wer mehr darüber erfahren möchte, was Handke tatsächlich über Jugoslawien gesagt hat, dem empfehle ich Lothar Strucks Ausführungen in “Der mit seinem Jugoslawien”. Peter Handke im Spannungsfeld zwischen Literatur, Medien und Politik.«